# Black Project
Black Project is een informele benaming die gegeven wordt aan geheime militaire projecten.
Te denken valt aan de ontwikkeling van geavanceerde militaire vliegtuigen zoals de Lockheed SR-71 Blackbird, de Lockheed Martin F-117 Nighthawk, de B-2-stealthbommenwerper en de Aurora-stealthstraaljager met z.g. scramjet-technologie. De ontwikkeling van deze toestellen wordt niet als zodanig vermeld in de budgetten van de Amerikaanse overheid. Deze vliegtuigen werden op de topgeheime militaire basis Area 51 van de Amerikaanse luchtmacht ontwikkeld en getest.